# Черепанов, Ананий Калистратович
Ананий Калистратович Черепанов (13 октября 1916, д. Потаскуева, Камышловский уезд, Пермская губерния, Российская империя — 19 января 1996, Екатеринбург, Россия) — машинист углеподъемного крана депо Свердловск Свердловской железной дороги.

## Биография
Родился в 1916 году в деревне Потаскуева Камышловского уезда Пермской губернии (ныне — Тугулымский район Свердловской области) в крестьянской семье. Русский.
В 1931 году приехал в город Свердловск, работал кочегаром стройучастка объединения «Союзплодовощ».
С 1933 года работал на железной дороге грузчиком. Окончил 5 классов вечерней школы.
В 1936 году окончил курсы машинистов углеподъемных кранов и с этого времени работал по специальности в депо Свердловск-товарный Свердловской железной дороги. В 1940 году стал старшим машинистом углеподъемного крана станции Свердловск-сортировочный. Черепанов постоянно искал и находил такие приемы и способы, которые позволяли ускорять процесс загрузки локомотива углем, обеспечить бесперебойную работу. Вместе с бригадой ему удалось достичь в этом деле немалых успехов.
Чтобы обеспечить бесперебойную работу крана, особенно в зимнее время, Черепанов со своей бригадой решил последовать примеру Лунина: обеспечить максимально полный уход за механизмами. Благодаря бережному отношению и лунинскому уходу за котлом время работы крана между промывками увеличилось в два раза. Вместо заправки из гидроколонки кран стал пополнять запасы воды из тендера загружаемого крана. Такой прием дал возможность дополнительно снабжать углем 4-5 паровозов. И ещё одно новшество внедрил Черепанов. Хорошо изучив условия работы топливного склада, он стал снабжать паровозы, находящиеся по обе стороны крана. Таким образом, экономилось время для снабжения углем дополнительно 1-2 паровозов.
Работая на шеститонном кране практически в любую погоду он подавал на паровоз тонну угля за 1 минуту при норме 3 минуты. Производительность труда Черепанова в напряженном 1943 году составляла 250 %. Методы работы бригады Черепанова нашли широкое распространение на всех железных дорогах.
Указом Президиума Верховного Совета СССР от 5 ноября 1943 года «за особые заслуги в обеспечении перевозок для фронта и народного хозяйства и выдающиеся достижения в восстановлении железнодорожного хозяйства в трудных условиях военного времени» сержанту Черепанову Ананию Калистратовичу присвоено звание Героя Социалистического Труда с вручением ордена Ленина и Золотой медали «Серп и Молот».
Проработав на железной дороге 38 лет, в 1968 году вышел на пенсию.
Жил в городе Свердловске. Скончался в 1996 году. Похоронен на Широкореченском кладбище.

## Награды
Награждён орденами Ленина, «Знак Почёта», медалями; двумя знаками «Почетный железнодорожник».

## Память
В городе Екатеринбурге, на доме, где жил герой, установлена мемориальная доска.